# Porte des Lilas (film)
Porte des Lilas (titlul original: în franceză Porte des Lilas) este un film francez de comedie dramatică, realizat în 1957 de regizorul René Clair, 
după romanul La Grande Ceinture de René Fallet, protagoniști fiind actorii Pierre Brasseur, Georges Brassens, Henri Vidal și Dany Carrel. 
În România filmul a fost prezentat în premieră la data de 20 noiembrie 1957, la cinematograful Patria din București, în cadrul săptămânii filmului francez urmând a fi prezentat în cinematografe din 7 iulie 1959.

## Distribuție
- Pierre Brasseur – Juju, fiul leneș al doamnei Sabatier
- Georges Brassens – Artistul, chitarist și cântăreț
- Henri Vidal – Pierre Barbier
- Dany Carrel – Maria, fiica lui Alphonse, patronul bistroului
- Annette Poivre – Nénette, sora lui Juju
- Gabrielle Fontan – dna. Sabatier, mama lui Juju și Nénette
- Raymond Bussières – Alphonse, patronul bistroului
- Amédée – Paulo, un obișnuit al bistroului
- Alain Bouvette – prietenul lui Paulo
- Louis Bugette – brigadierul
- Gérard Buhr – un inspector
- Albert Michel – băcanul
- Paul Faivre – vânzătorul de radio
- Georges Bever – farmacistul
- Charles Bouillaud – un agent
- Teddy Bilis – secretarul la comisariat
- Jean Sylvain – un agent
- Alice Tissot – portăreasa
- Joël Monteilhet – un copil
- Michel Lucas – un copil
- Édouard Francomme – un obișnuit al bistroului
- Balpo – un obișnuit al bistroului
- Jacky Blanchot – un jandarm
- Sylvain Lévignac – agentul cu câinele
- Robert Mercier – un obișnuit al bistroului
- Georges Demas – un agent
- Jacques Marin – inspectorul care investighează jaful de la băcănie
- Paul Préboist –
- Georges Aminel –
- Georgette Peyron –

## Melodii din film
- L'Amandier, muzica de Georges Brassens, textul Georges Brassens, interpretat de Georges Brassens
- Au Bois de mon Coeur, muzica de Georges Brassens, textul Georges Brassens, interpretat de Georges Brassens
- Le Vin, muzica de Georges Brassens, textul Georges Brassens, interpretat de Georges Brassens
- Les Lilas, muzica de Georges Brassens, textul Georges Brassens, interpretat de Georges Brassens

## Premii și nominalizări
- 1957 Premiat cu Marele premiu francez pentru cinema;
- 1958 Étoile de Cristal : Cel mai bun actor pentru Pierre Brasseur;
- 1958 Nominalizare pentru Cel mai bun film străin;
- Juriul Evangelische Filmarbeit a declarat lucrarea ca cel mai bun film din martie 1958.[1]